# كمبالكاد
كمبالكاد هي واحدة من المدن الصغيرة بالقرب من كالبيتا وبالتحديد في منطقة واياناد، ولاية كيرالا، الهند. تبعد حوالي 8 كيلومتر (5.0 ميل) عن مقر المقاطعة في كالبيتا، وهي واحدة من المدن الرئيسية على طريق الولاية السريع كالبيتا-منثافادي.

## مسجد كمبالكاد

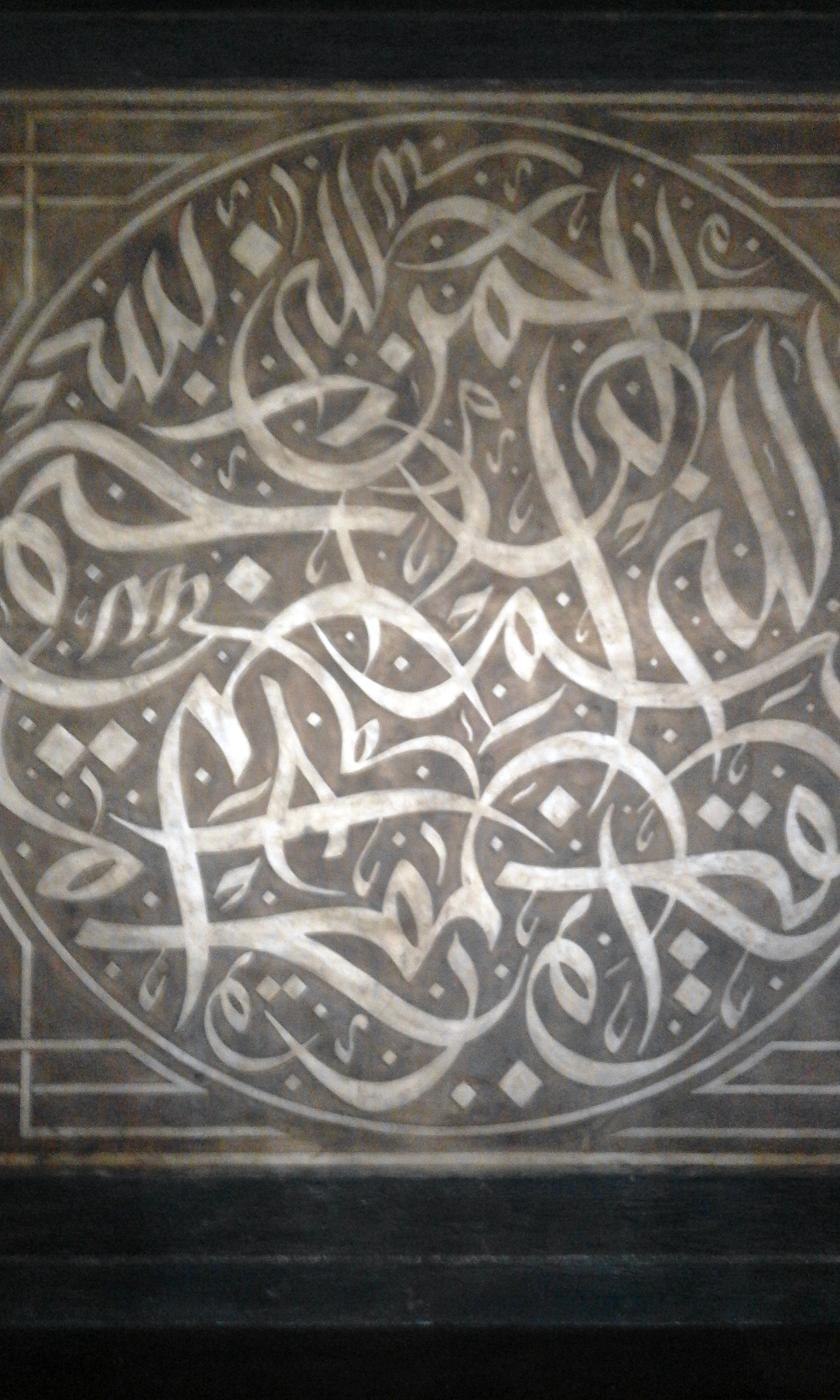
جدارية في مسجد كمبالاكاد

مسجد جمعة في كامبالاكاد وهو تحفة معمارية ومعلم رئيسي للمدينة. ويتميز بالعديد من الجداريات. يقع المسجد في وسط المدينة.

## مجمع الأنصارية التعليمي

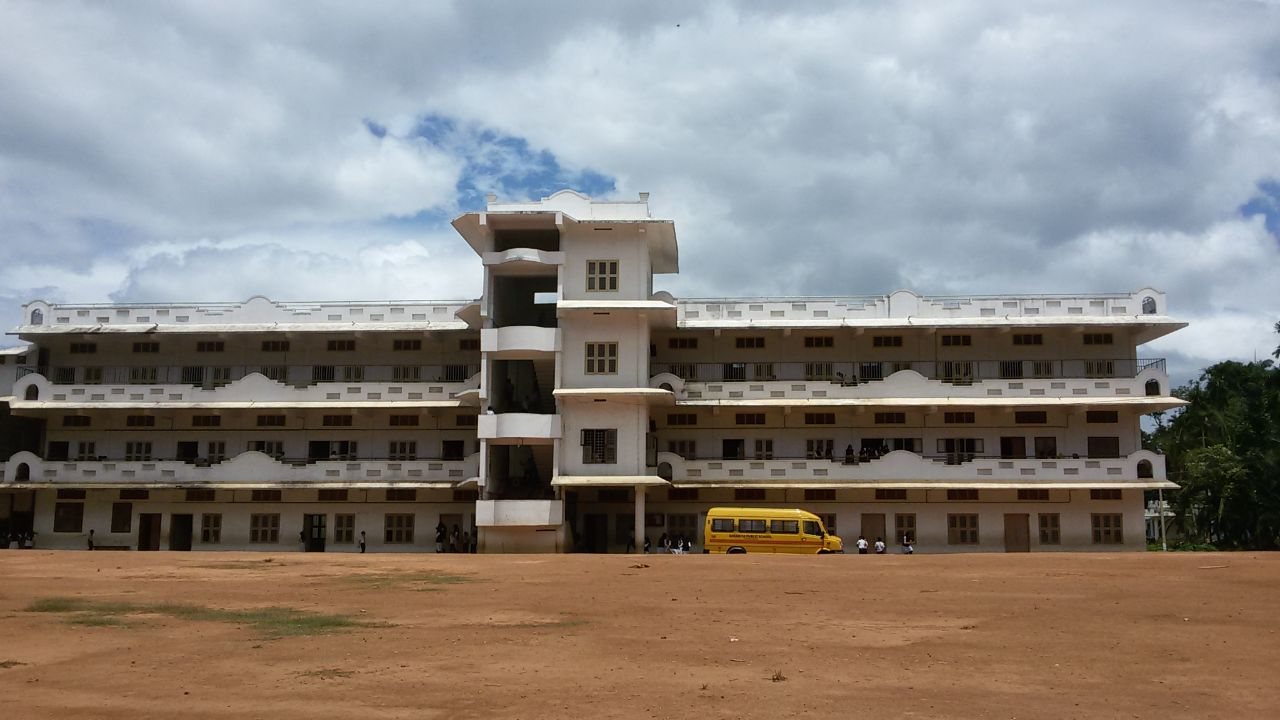
مجمع الأنصارية التعليمي

أنصارية كامبالكاد هو مجمع تعليمي في كانيامبيتا بانشيثا ، وياناد . و يقع في قلب كامبالاكاد. ويشمل، مدرسة الأنصارية العامة ،  ومدرسة ثانوية ، وقاعة مؤتمرات وكلية نسائية.  مدرسة الأنصارية العامة هي واحدة من أهم المدارس الحكومية في ولاية كيرالا. يتم تنظيمها من قبل "لجنة كامبالاكاد للمدارس الجنوبية "(KSMC). وهي تشمل ثلات مدرسة ومدرسة تقليدية وقاعة .

## وسائل النقل
أقرب وسيلة مواصلات أرضية، هي محطة سكة حديد تقع في ميسور. تقع المدينة على بعد 120 كم وأقرب مطار هو مطار كانور الدولي الذي يبعد 58 كم.